# Gabriel N'Dengaki
Gabriel N'Dengeki (Congo-Brazzaville, 7 de noviembre de 1952) es un exfutbolista de la República del Congo que jugaba en la posición de lateral derecho.

## Carrera

### Club
| Periodo   | Club             |
| --------- | ---------------- |
| 1970-1973 | Étoile du Congo  |
| 1974-1975 | CARA Brazzaville |
| 1976-1981 | Étoile du Congo  |

### Selección nacional
Jugó para Congo en 16 ocasiones de 1972 a 1977, participó en dos ediciones de la Copa Africana de Naciones donde fue campeón en 1972 y seleccionado dentro del equipo ideal del torneo en la edición de 1974.

## Logros

### Club
- Primera División del Congo (3): 1975, 1978, 1979
- Copa Africana de Clubes Campeones (1): 1974

### Selección nacional
- Copa Africana de Naciones (1): 1972

### Individual
- Equipo Ideal de la Copa Africana de Naciones 1974.
- Selección histórica de Congo en 2021.[2]